# Amanatsu
Espèce
Amanatsu est un agrume mi-tardif japonais doux qui a connu un succès commercial dans les années 1970.

## Dénomination
Il est appelé 甘夏橙 (Amanatsukan) orange douce d'été, 甘夏蜜柑 (amanatsu mikan), 甘夏柑 (Amanatsukan) mandarine douce d'été, et simplement 甘夏 (amanatsu) = 甘 (ama) doux + 夏 (natsu) été ou phonétiquement あまなつ (amanatsu) . Amanatsu est appelé Kawano natsudaidai, ces termes sont synonymes: Kawano natsudaidai proviendrait du nom de son obtenteur Yutaka Kawano qui le découvre en 1935 dans le verger Kamiaoe de Tsukumi, préfecture d'Oita, c'est le nom enregistré en 1950.
Natsudaïdaï fait partie de la nombreuse descendance directe de la mandarine Kishu (C. kinokuni  hort. ex Tanaka) connu depuis 740 au Japon avec Kunenbo, Satsuma, Yatsushiro, Naruto, Oukan, Nidonari mikan, Fukure mikan, Suruga Yuko, Sokitsu, Sanbokan et Andokan. Natsudaidai serait un semis fortuit réalisé dans la préfecture de Yamaguchi (vers 1870) résultant dune hybridation entre C. maxima et Kishu.
C. natsudaidai Hayata (1919) ou Citrus × natsudaidai (Yu. Tanaka) Hayata ) est une espèce qui recouvre divers cultivars sous le nom de Kawano, Shimizu (2016) en donne 4 souches. Il existe un risque de confusion avec Natsumikan qui est aussi un natsudaïdaï.

## Description
L'arbre est vigoureux, et le fruit aplati est gros, il pèse de 400 à 500 g. La fructification est hivernale mais le fruit est récolté en avril et mai , quand il perd de l'amertume.

### Histoire
Entre 1960 et 1963, la plantation d'Amanatsukan est active à Ehime (estimée à 300 ha de la région de Nishiuwa). Dès cette époque les cultivars se différencient. En 1962 新甘夏柑 (Shin- amanatsukan) le nouvel amanatsu est découvert à Taura, district d'Ashikita, préfecture de Kumamoto qui devient vite majoritaire et commercialisé sous le nom de サンフルーツ (Sanfurūtsu) Fruit du soleil.

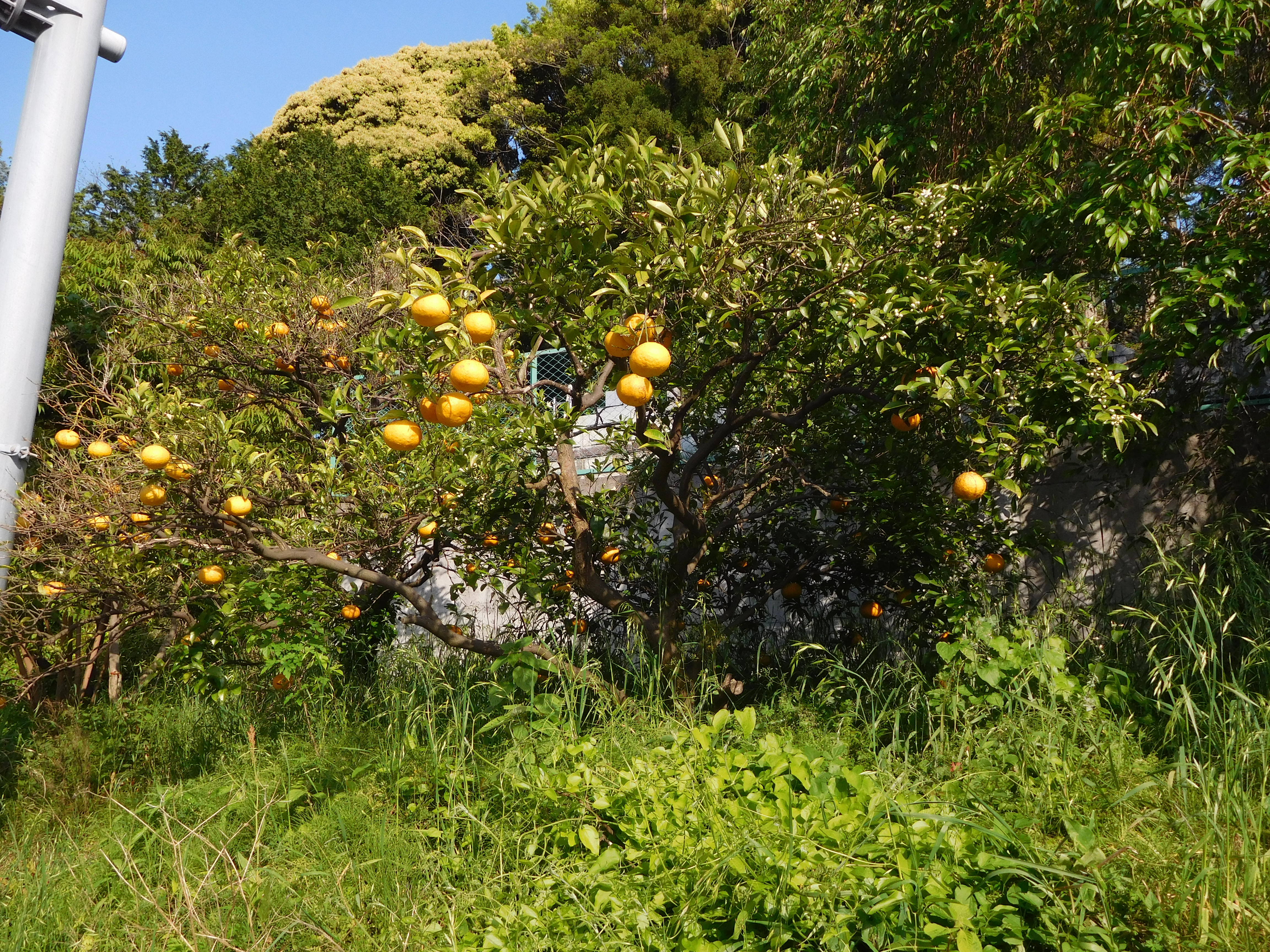
A Shizuoka

Dans les années 1970 commence la replantation systématique des agrumes nouveaux et tardifs Iokan et 甘夏橙 (Amanatsukan), Amanatsukan représentait 36 % de tous les agrumes en culture dont 24% en amanatsu ordinaire.La production connait un plateau d'environ 300000 t jusqu'en 1982 avant de s'effondrer à moins de 35000 t en 2013.

### Cultivars
紅甘夏 = べにあまなつ (béni amanatsu) amanatsu rouge, au fruit plus coloré que l'amanatsu est un mutant découvert à Akune, il est produit à Kagoshima récolté de décembre à janvier pour une mise sur le marché de février à mai. Sa coloration provient d'une forte présence de caronénoïdes.

### Descendance
- Haruka est un hybride de Hyuganatsu et de C. natsudaidai (pollinisateur)[9],
- Summer Fresh est un hybride Hassaku × C. natsudaidai (1983)[8].

## Utilisation

### Cuisine
Nombreux usages en cuisine sucrée: orangettes de peau confite, marmelade, confiture, sauce sucrée, dans les pâtisseries, en sorbet.
En cuisine salée, souvent dans les salades

### Boissons
Le jus d'amanatsu est vendu en bouteille, on met les fruits tranchés dans la sangria.